# 317省道 (浙江省)
S317省道是位于浙江省开化县境内的一条省道。东起华埠镇，西讫浙赣两省交界处的白沙关，故又称“华白线”。它是沟通浙江和江西两省的交通要道，江西省东北部婺源县等地往杭州、上海方向的车流均走此线。日车流量在4000辆以上。该路段因地处山区，交通事故较频发。